# Lijst van afleveringen van Lockie Leonard
Dit is een lijst van afleveringen van Lockie Leonard, een Australische televisieserie. De serie omvat twee seizoenen. Een overzicht van alle afleveringen is hieronder te vinden.

## Seizoen 1 (2007)
| Nr. | #  | Oorspronkelijke titel      | Nederlandse titel                 | Datum uitzending |
| --- | -- | -------------------------- | --------------------------------- | ---------------- |
| 1 | 1  | "The Human Torpedo"        | "De Menselijke Torpedo"           | 14 april 2007    |
| Lockie Leonard en zijn familie komen aan in Angelus. Lockie leert Egg kennen, een vreemde jongen van de Bogan-stam en Vickie, het eerste meisje dat hem sprakeloos achterlaat. Zijn aankomst in de stad loopt echter niet van een leien dakje, maar gelukkig kan je in Angelus ook heerlijk surfen.                                                       |    |                            |                                   |                  |
| 2 | 2  | "Stormy Mondays"           | "Stormy Mondays"                  | 15 april 2007    |
| De eerste schooldag van Lockie is een ramp. Hij maakt al snel vijanden en wordt er uitgepikt als gemakkelijk slachtoffer. |    |                            |                                   |                  |
| 3 | 3  | "Lockie Chickens Out"      | "Lockie Krabbelt Terug"           | 16 april 2007    |
| De moeder van Lockie vindt dat het tijd is om Lockie te vertellen over de bloemetjes en de bijtjes. Ondertussen blijft Lockie het moeilijk hebben om vrienden te maken op school. |    |                            |                                   |                  |
| 4 | 4  | "To Cheat or Not to Cheat" | "Spieken Ja/Nee"                  | 17 april 2007    |
| Lockie is brutaal tegen een leerkracht en wordt op het matje geroepen. Lockie en Egg krijgen toevallig de antwoorden op een moeilijke wiskundetest in handen. Kunnen ze de verleiding weerstaan om bedrog te plegen? |    |                            |                                   |                  |
| 5 | 5  | "Cyril"                    | "Cyril"                           | 18 april 2007    |
| Lockie begrijpt niet waarom zijn vader niet normaal kan doen. Hij wil aanvaard worden door de anderen, maar met een vader als Sarge is dat niet eenvoudig. Tot overmaat van ramp wil Sarge nu zelfs een schaap, Cyril, als huisdier. |    |                            |                                   |                  |
| 6 | 6  | "A Water Feature"          | "Een Fontein"                     | 19 april 2007    |
| De hormonen van Lockie spelen op en hij slaat een mal figuur waar Vickie bijstaat. Wanneer zijn grootouders op bezoek komen, gaat Philip zijn probleem anders bekijken. |    |                            |                                   |                  |
| 7 | 7  | "Match of the Day"         | "De Wedstrijd van de Dag"         | 20 april 2007    |
| Na vijf weken in Angelus is Lockie nog steeds een buitenbeentje. Hij is vastberaden erbij te horen en besluit mee te gaan voetballen. |    |                            |                                   |                  |
| 8 | 8  | "The Details"              | "De Details"                      | 23 april 2007    |
| Lockie Leonard is officieel een tiener. Voelt hij zich nu anders? Reken maar! Vicki Streeton geeft hem een kus en belooft hem hierover later 'alles uit te leggen'. |    |                            |                                   |                  |
| 9 | 9  | "Weird Genes"              | "Maffe Genen"                     | 24 april 2007    |
| Na de heisa met Vicki sluit Lockie zich dagenlang op in zijn kamer. Zijn familie krijgt het zwaar te verduren. |    |                            |                                   |                  |
| 10 | 10 | "Miracles"                 | "Wonderen"                        | 25 april 2007    |
| Het is paasvakantie en Lockie verveelt zich te pletter. Hij besluit Egg te leren zwemmen. Wanneer ze naar de rivier gaan, zien ze dat die erg vervuild is. |    |                            |                                   |                  |
| 11 | 11 | "X Marks the Dot"          | "De Kus"                          | 26 april 2007    |
| Het nieuws over Lockie en Dot gaat als een lopend vuurtje rond. Dankzij Phillip is iedereen in Angelus op de hoogte. |    |                            |                                   |                  |
| 12 | 12 | "Dog Days"                 | "Een Hondenleven"                 | 27 april 2007    |
| Lockie en Egg organiseren een evenement om de vervuilde rivier te redden. Lockie wil zich met hart en ziel inzetten voor het goede doel. |    |                            |                                   |                  |
| 13 | 13 | "It's Not You, It's Me"    | "Het Ligt Niet Aan Jou"           | 30 april 2007    |
| Het zit Lockie niet mee. Hij wil het uitmaken met Dot, maar hij heeft geen idee hoe. Gelukkig staat Captain Chicken om hem een handje te helpen om de vervuiling bij de rivier te stoppen. Bovendien is zijn moeder niet meer van de tv weg te slaan. |    |                            |                                   |                  |
| 14 | 14 | "Pure Poetry"              | "Pure Poëzie"                     | 1 mei 2007       |
| Net wanneer zijn leven weer wat eenvouiger leek, wordt Lockie hopeloos verliefd op Vicki. Zijn moeder en Serge proberen Lockie de liefde voor poëzie bij te brengen. |    |                            |                                   |                  |
| 15 | 15 | "The Ladder of Love"       | "Liefdesladder"                   | 2 mei 2007       |
| Lockie en Vicki zijn weer samen. Net als de vorige keer krijgen ze veel commentaar van hun vrienden, maar daar trekt Lockie zich niets meer van aan. |    |                            |                                   |                  |
| 16 | 16 | "Broers"                   | "Brothers"                        | 3 mei 2007       |
| Binnenkort is er een feestje waarop Lockie zal moeten dansen. Daar kijkt hij enorm tegen op. Philip is druk bezig met een geheime opdracht. |    |                            |                                   |                  |
| 17 | 17 | "Moeras Rat"               | "Swamp Rat"                       | 4 mei 2007       |
| Lockie is uitgenodigd om te gaan water-skiën met Vicki en haar ouders, hij verzekerd Vicki dat hij een goede water-skiër is. In werkelijkheid heeft hij dit nog nooit gedaan. Philip waagt een poging om de grone jelly lolly's een betere smaak te geven.                                                                                                |    |                            |                                   |                  |
| 18 | 18 | "Je Angst Onder Ogen Zien" | "Face the Fear"                   | 7 mei 2007       |
| Na een misverstand met Vickim is Lockie in een aanvaring met een oudere jongen gekomen. Lockie's moeder moet haar angsten zien los te laten door een portet van iemand te gaan tekenen. |    |                            |                                   |                  |
| 19 | 19 | "Lockie Takes the Cake"    | "Lockie Doet het Broodnodige"     | 8 mei 2007       |
| Lockie is helemaal gestrest. Van de 365 dagen in een jaar, waar moeten juist Vicki en Philip op dezelfde dag zijn geboren. Wanhopig gaat hij op zoek naar geld om twee cadeautjes te kunnen kopen. Joy krijgt een nieuwe broodbak machine. |    |                            |                                   |                  |
| 20 | 20 | "The Clock's Tickin'"      | "De Klok Tikt"                    | 9 mei 2007       |
| Lockie gaat samen met een paar klasgenootjes op kamp. Egg moet een moeilijke beslissing maken over zijn toekomst. Lockie's relatie met Vicky wordt op de proef gesteld. |    |                            |                                   |                  |
| 21 | 21 | "Zig Zag Hill"             | "Zig Zag Heuvel"                  | 10 mei 2007      |
| Wanneer de moeder van Lockie een slechte dag heeft is Lockie gedwongen om zichzelf te tonen en verantwoordelijk te zijn voor het huishouden. De toenemende druk dwingt hem er toe om zijn poging te nemen om met skeelers van de hoogste heuvel van de stad af te gaan. Egg is helemaal in de stress wanneer de geruchten op gaan dat Dot hem leuk vindt. |    |                            |                                   |                  |
| 22 | 22 | "Angels and Monsters"      | "Engelen en Monsters"             | 11 mei 2007      |
| De moeder van Philip ligt in het ziekenhuis en door de stress is hij weer begonnen met bedplassen. Lockie schrijft hem in voor de jaarlijkse viswedstrijd van Angelus. |    |                            |                                   |                  |
| 23 | 23 | "Boredom Busters"          | "Verveel Verdrijvers"             | 14 mei 2007      |
| Het zit de Leonards niet mee. Thuis lijken de dingen een puinhoop te worden en de Angelus gemeente vindt het tijd worden om in te grijpen. Lockie vindt dat niet leuk. |    |                            |                                   |                  |
| 24 | 24 | "Barry Goes Pop"           | "Barry Laat ze een Poepie Ruiken" | 15 mei 2007      |
| De kookkunsten van oma verhitten de gemoederen. Lockie en Phillip hebben zo hun twijfels over de babysitcapaciteiten van oma en opa. Vicki saboteert de campagne van haar vader bij de her-verkiezingen. Egg wacht om de terugkomst van zijn moeder en Philip doet een schokkende ontdekking over nan.                                                    |    |                            |                                   |                  |
| 25 | 25 | "The Domino Effect"        | "Domino-effect"                   | 16 mei 2007      |
| Lockie filosofeert over het idee van het domino-effect: hoe een kleine gebeurtenis kan leiden tot een reeks andere kleinere gebeurtenissen. Philip is gefascineerd door de oude Chinese kunst Feng Shui. Egg wordt geconfronteerd met de relatie van zijn ouders en Vicki hoopt haar ouders over te halen om Colin weer naar huis te laten komen.         |    |                            |                                   |                  |
| 26 | 26 | "Joy... to the World"      | "Joy... to the World"             | 17 mei 2007      |
| De kerstvakantie is begonnen wat in Australië natuurlijk betekent dat de zomervakantie is begonnen. Vicki vertelt Lockie dat ze na de vakantie niet terugkomt doordat ze naar kostschool gaat. Lockie’s wereld stort in maar hij komt er maar niet toe om het Vicki te vertellen.                                                                         |    |                            |                                   |                  |

## Seizoen 2 (2008)
| Nr. | #  | Oorspronkelijke titel      | Nederlandse titel                | Datum uitzending |
| --- | -- | -------------------------- | -------------------------------- | ---------------- |
| 27 | 1  | "New and Improved"         | "Nieuw en Verbeterd"             | 22 juni 2010     |
| De eindeloze zomer is goed oke? Lockie en zijn familie maken zich op voor een nieuw schooljaar. Maar wat zal dat brengen - meer van hetzelfde, of zal het nieuw en verbeterd zijn? Joy baalt van het einde van de vakantie en is bang voor wat er gebeuren zal, het huiswerk, de schoollunches. Philip kan het nauwelijks geloven hij begint een jaar eerder op de middelbare school. Nu Vicki naar een kostschool is in een andere plaatst kunnen ze alleen maar brieven naar elkaar schrijven. Maar is Vicki echt op hem verliefd, hij heeft nog maar 1 brief gehad... |    |                            |                                  |                  |
| 28 | 2  | "The X Factor"             | "De X-Factor"                    | 23 juni 2010     |
| Lockie en Vicki zijn weer bij elkaar en beter dan ooit. En het lijkt dat iedereen in Angelus hier blij mee is nu Vicki weer terug is. Philip maakt zich op voor de grote Wiskunde test wat Lockie's slechtste punt is. |    |                            |                                  |                  |
| 29 | 3  | "Bubble Trouble"           | "Zeepbel Alarm"                  | 24 juni 2010     |
| Zeepbellen lijken misschien onschuldig, maar vergis je niet, ze kunnen heel veel problemen veroorzaken... aan Lockie om dit uit te vinden. Lockie en Vicki zijn zo één met elkaar waardoor ze helemaal in hun eigen wereldje zijn. Alleen is er één probleem ze zien niet wat daarbuiten gebeurt. Philip heeft het nog steeds moeilijk om vrienden te maken op school. Ondertussen verwelkomt Sarge een nieuwe agent op het bureau. |    |                            |                                  |                  |
| 30 | 4  | "Pick a Winner"            | "Kies een Winnaar"               | 25 juni 2010     |
| 31 | 5  | "Life Map"                 | "Levenslandkaart"                | 28 juni 2010     |
| 32 | 6  | "Total Eclipse"            | "Totale Zonsverduistering"       | 29 juni 2010     |
| 33 | 7  | "The Silence of the Frogs" | "De Stilte van de Kikkers"       | 30 juni 2010     |
| 34 | 8  | "The Information Age"      | "Het Tijdperk van de Informatie" | 1 juli 2010      |
| 35 | 9  | "Time and Tide"            | "Tijd en Tij"                    | 2 juli 2010      |
| 36 | 10 | "It Happens..."            | "Het Gebeurt"                    | 5 juli 2010      |
| 37 | 11 | "Snake Hide Oil"           | "Slangenhuidolie"                | 6 juli 2010      |
| 38 | 12 | "The Big Questions"        | "Grote Vragen"                   | 7 juli 2010      |
| 39 | 13 | "The Party"                | "Het Feest"                      | 8 juli 2010      |
| 40 | 14 | "Enter the Mermaid"        | "De Zeemeermin"                  | 9 juli 2010      |
| 41 | 15 | "A Head of the Team"       | "Teamhoofd"                      | 12 juli 2010     |
| 42 | 16 | "Cure for Stings"          | "Onnatuurlijk"                   | 13 juli 2010     |
| 43 | 17 | "A Musical Moment"         | "Een Musical Moment"             | 14 juli 2010     |
| 44 | 18 | "Lachen met de Leonards"   | "Een Musical Moment"             | 15 juli 2010     |
| 45 | 19 | "Aliens in Angelus"        | "Aliens in Angelus"              | 16 juli 2010     |
| 46 | 20 | "Buried Treasure"          | "Verborgen Schat"                | 19 juli 2010     |
| 47 | 21 | "Second Best in Show"      | "De Tweede Plaats"               | 20 juli 2010     |
| 48 | 22 | "I, Monster"               | "Ik Monster"                     | 21 juli 2010     |
| 49 | 23 | "Trixie Wants to Party"    | "Trixie Wil Feesten"             | 22 juli 2010     |
| 50 | 24 | "Not So Perfect Storm"     | "Een Niet Zo Perfecte Storm"     | 23 juli 2010     |
| 51 | 25 | "Crimes of the Heartless"  | "harteloze Misdaden"             | 26 juli 2010     |
| 52 | 25 | "Legend"                   | "En Toen"                        | 27 juli 2010     |